# Melicope capillacea
Melicope capillacea är en vinruteväxtart som först beskrevs av John Wynn Gillespie, och fick sitt nu gällande namn av A.C. Smith. Melicope capillacea ingår i släktet Melicope och familjen vinruteväxter. Inga underarter finns listade i Catalogue of Life.